# Башня Паскуале Джудиче
Башня Пасквале (Паскуале) Джудиче — памятник архитектуры государственного значения, входит в комплекс Судакской крепости, расположенной на Крепостной горе в городе Судак, в Крыму.

## Описание
Северо-восточная линия Судакской крепости насчитывает семь башен: пять, которые в определённой степени сохранились и две, от которых остались лишь фундаменты.
Паскуале Джудиче — боевая башня, которая хорошо сохранилась; расположена между Безымянной и Круглой (Полукруглой).
В сторону главных ворот, на расстоянии 11,5 метров и 6,5 метров от разрушенной башни в крепостной стене находится семь узких прорезей бойниц, которые расширяются с внутренней стороны в ниши для стрелков из лука и арбалетов. Прорези бойниц в башне и в стене шириной 15 см, ширина ниш — от 1 до 2 и более метров, высота от 1,3 до 2,1 м.
Башня трёхстенная, четырёхъярусная; длина северной стены башни Джудиче по внутреннему обмеру равна 4,6 м, восточной и западной 4,5 м. Вход не с земли, а из стены — на уровне второго яруса.
Нижний ярус — склад оружия, зимой служил караульным помещением, с камином для обогрева. Второй ярус был боевым: его узкие вертикальные амбразуры предназначены для стрельбы из луков и арбалетов. Окна, в стенах третьего этажа, широкие и прямоугольные — для стрельбы из баллист. Верхний (четвертый) ярус защищен мерлонами.
Генуэзцы в каждое оборонительное сооружение вмуровывали закладные плиты, на которых содержалась информация о ходе строительства и принадлежности строения. На башне Паскуале Джудиче сохранилась геральдическая плита с именем консула Паскуале Джудиче и датой: 1392 год. В верхней части которой несколько строк латинского текста:
Это здание повелел построить благородный муж и достопочтенный консул Солдайи Паскуале Джудиче в первый день августа 1392 года.
В нижней части плиты находится поле, где изображены три щита с гербами. На центральном щите — герб Генуи, слева от него — герб генуэзского дожа, справа герб рода, из которого происходил консул, построивший башню — рода Джудиче.
Поле, в котором находятся гербы, заполнено своеобразным орнаментом, который получил у искусствоведов наименование «сельджукского стиля», распространенный в Малой Азии в период турок-сельджуков, характерный для искусства стран Византии и Закавказья XII-XV веков.
Такой орнамент на плитах западноевропейского происхождения свидетельствует о том, что плиты изготавливались местными мастерами из греческих или армянских ремесленных артелей, а также из местных жителей составлялись артели, выполнявшие строительные работы; итальянцы были лишь заказчиками сооружений.
В 1930 году Пасквале Джудиче описана А. А. Фоминым, а в 1984 году археологически исследовалась И. А. Барановым.

## Галерея

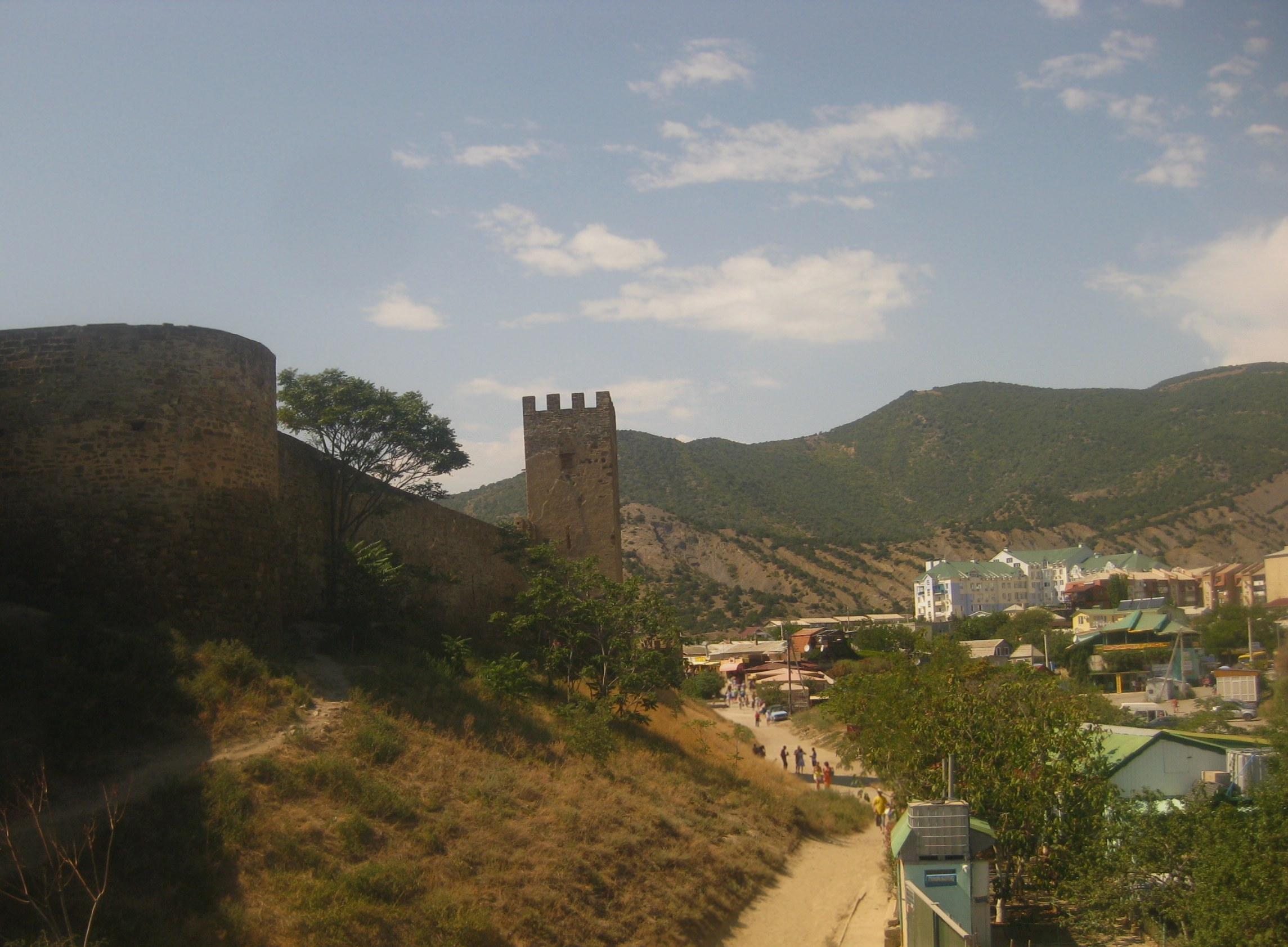
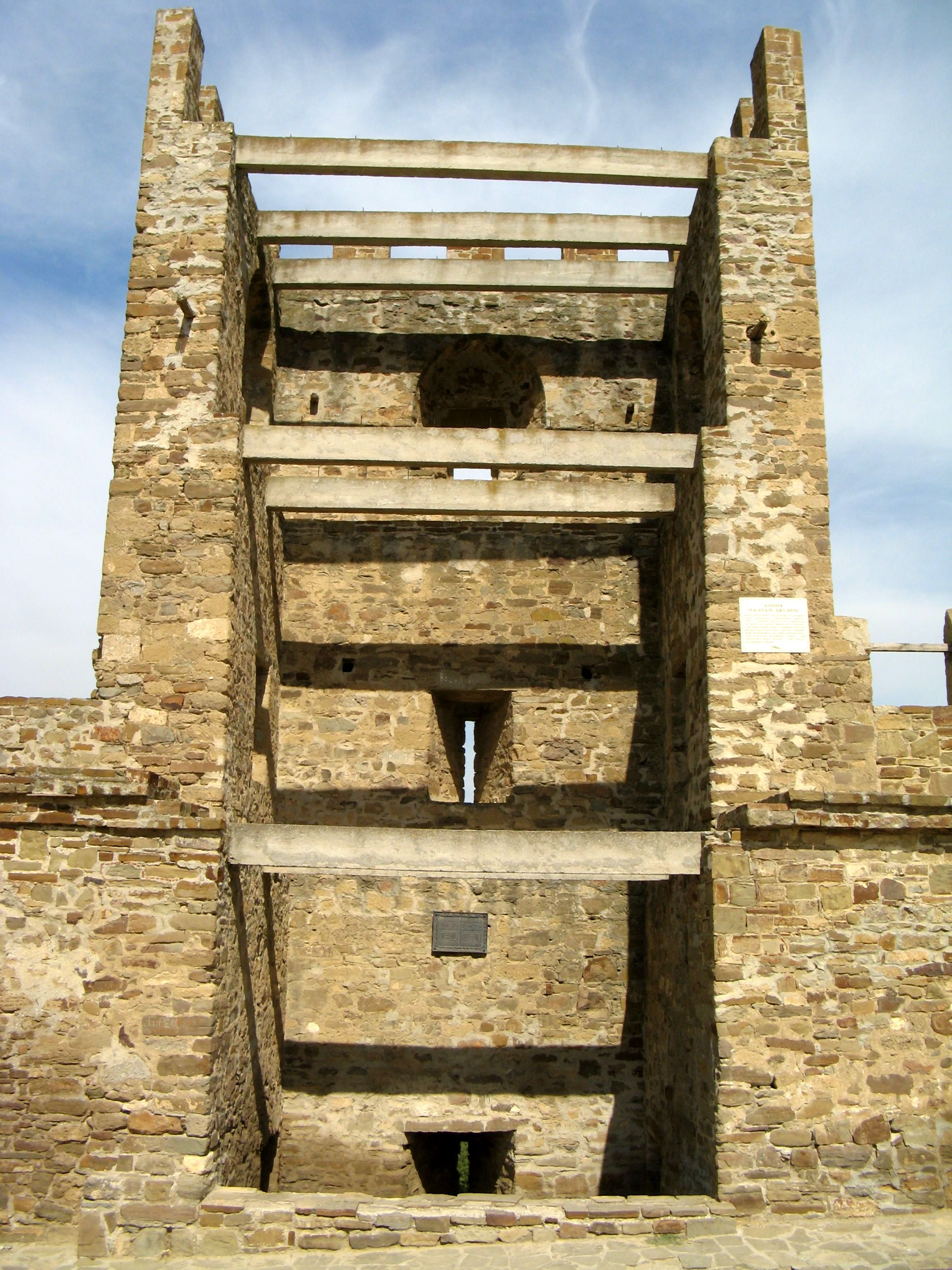
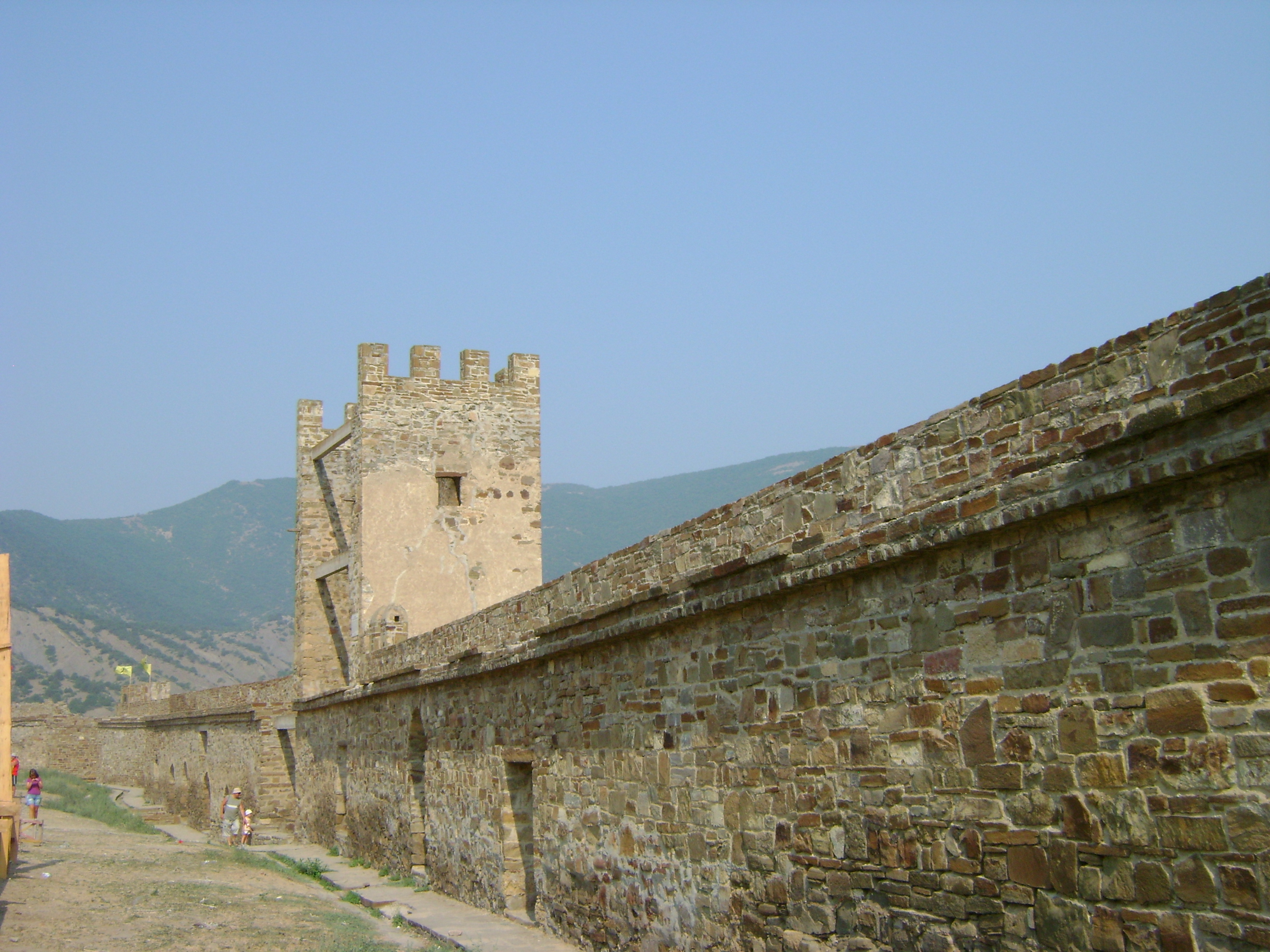